# Marco Crimi
Marco Crimi, né le 17 mars 1990 à Messine, est un footballeur italien qui évolue au poste de milieu de terrain à l'US Triestina.

## Biographie

### En club
Marco Crimi fait ses débuts professionnels en 2008 à l'Igea Virtus en Lega Pro Prima Divisione où il fait 24 apparitions et inscrit trois buts[réf. nécessaire].
La saison suivante, il signe à l'AS Bari. Il fait ses débuts en Serie A le 10 novembre 2010, face au Chievo Vérone en remplaçant Alessandro Gazzi à la 89e minute (match nul 0-0).
Marco Crimi rejoint ensuite l'US Grosseto en Serie B.
Il dispute au cours de sa carrière 23 matchs en Serie A et plus de 300 matchs en Serie B.

### En sélection nationale
Marco Crimi est convoqué par Devis Mangia afin de participer à l'Euro espoirs 2013. Lors de cette compétition organisée en Israël, il joue trois matchs, dont la finale perdue face à l'Espagne.

## Statistiques
| Saison                | Club                  | Championnat           | Championnat | Championnat | Coupe(s) nationale(s) | Coupe(s) nationale(s) | Total | Total |
| Saison                | Club                  | Division              | M.          | B.          | M.                    | B.                    | M.    | B.    |
| 2008-2009             | Igea Virtus (prêt)    | Lega Pro Seconda      | 24          | 3           | -                     | -                     | 24    | 3     |
| 2009-2010             | AS Bari               | Serie A               | -           | -           | -                     | -                     | 0     | 0     |
| 2010-2011             | AS Bari               | Serie A               | 3           | 0           | 2                     | 0                     | 5     | 0     |
| Sous-total            | Sous-total            | Sous-total            | 3           | 0           | 2                     | 0                     | 5     | 0     |
| 2010-2011             | US Grosseto           | Serie B               | 17          | 0           | -                     | -                     | 17    | 0     |
| 2011-2012             | US Grosseto           | Serie B               | 38          | 0           | 2                     | 0                     | 40    | 0     |
| 2012-2013             | US Grosseto           | Serie B               | 25          | 0           | -                     | -                     | 25    | 0     |
| Sous-total            | Sous-total            | Sous-total            | 80          | 0           | 2                     | 0                     | 82    | 0     |
| 2013-2014             | US Latina (prêt)      | Serie B               | 31+4        | 2+0         | -                     | -                     | 35    | 2     |
| 2014-2015             | US Latina (prêt)      | Serie B               | 39          | 2           | 2                     | 0                     | 41    | 2     |
| Sous-total            | Sous-total            | Sous-total            | 74          | 4           | 2                     | 0                     | 76    | 4     |
| 2015-2016             | Bologne FC            | Serie A               | 1           | 0           | -                     | -                     | 1     | 0     |
| 2015-2016             | Carpi FC (prêt)       | Serie A               | 19          | 0           | 1                     | 0                     | 20    | 0     |
| Total sur la carrière | Total sur la carrière | Total sur la carrière | 201         | 7           | 7                     | 0                     | 208   | 7     |

## Palmarès
Italie espoirs
- Euro espoirs
  - Finaliste : 2013.